# Naturschutzgebiet Dellbrücker Heide
Das rund 39 ha große Naturschutzgebiet Dellbrücker Heide (NSG-Kennung K-011) befindet sich im Norden des Kölner Stadtteils Dellbrück unweit des Erholungsgebietes Diepeschrath und des Höhenfelder Sees. Es ist Bestandteil der Bergischen Heideterrasse. Trotz seiner kleinen Fläche und der Lage im unmittelbaren Stadtgebiet verfügt es über eine bemerkenswerte Artenvielfalt. Dazu zählen auch bundesweit gefährdete Arten wie die Blauflügelige Ödlandschrecke, die Zauneidechse, die Schmetterlingsart Rostbinde und Lebensräume wie Silbergrasfluren. 2009 hat die Stadt Köln die besondere Schutzwürdigkeit dieses artenreichen Gebietes anerkannt und die Dellbrücker Heide als Naturschutzgebiet ausgewiesen.

## Geschichte

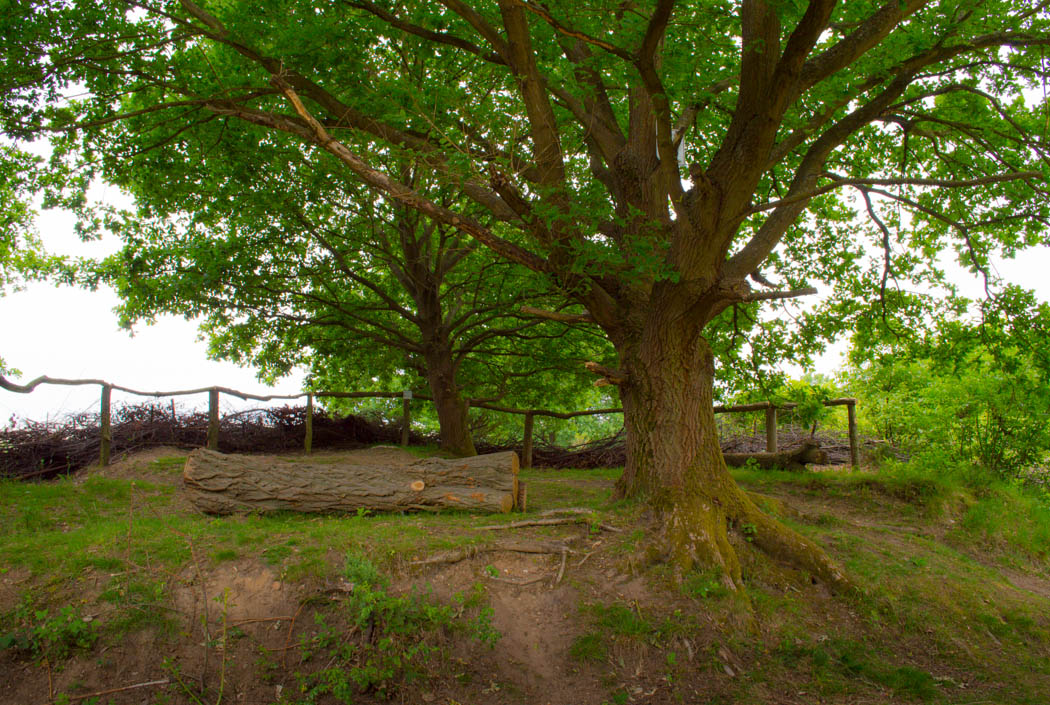
Altan (?) im NSG Dellbrücker Heide

Bis 1993 wurde die Dellbrücker Heide militärisch genutzt. Dadurch wurden die dortigen offenen Lebensraumtypen wie Zwergstrauchheiden und Sandmagerrasen erhalten und vor anderen Nutzungen, beispielsweise Aufforstungen bewahrt. Die baulichen Anlagen, die aus der 55 Jahre währenden militärischen Nutzung hervorgegangen waren, wurden im Winter 2008/2009 durch den Landesbetrieb Straßenbau NRW im Rahmen einer Kompensationsmaßnahme für den Ausbau des Kölner Autobahnrings abgerissen.
Die Dellbrücker Heide ist Teil der Bergischen Heideterrasse, die heute zu den artenreichsten Naturräumen Nordrhein-Westfalens zählt.
Um ein Aussterben der vielen Tier- und Pflanzenarten, die an offene Lebensräume gebunden sind, zu verhindern, versucht man nun natürliche Einflüsse durch gezielte Maßnahmen nachzustellen. Hierzu gehören die Beweidung mit Ziegen und Schafen sowie die stellenweise Entnahme von Bäumen und anderen Gehölzen. Die gefährdeten Arten Kreuzkröte, Schwalbenschwanz, Heidekraut, Silbergras oder Berg-Sandglöckchen sind alle von der Dellbrücker Heide abhängig.
Gemeinsam mit der Stadt Köln, die Eigentümerin der Hälfte des Gebiets ist, betreibt der Bund für Umwelt und Naturschutz Deutschland (BUND) Erholungslenkung und Naturschutz für die Dellbrücker Heide. Anfang 2011, nach der Ernennung zum Naturschutzgebiet, wurden die militärischen Anlagen und befestigten Wege vollständig zurückgebaut und das Gelände wurde zum Zweck des Naturschutzes renaturiert.